# 新蒙古人種
新蒙古人種，是蒙古人種一個次類型，由日本學者埴原和郎和尾本恵市提出。新蒙古人種的特徵是為了適應西伯利亞寒冷氣候進化出來的。

## 分布
新蒙古人種分布在蒙古高原、朝鮮半島、中國、哈薩克斯坦、吉爾吉斯斯坦、西伯利亞、阿拉斯加、格陵蘭和其他北極地區。

## 特徵
與原蒙古人種相反，新蒙古人種臉部較闊，薄嘴唇、單眼皮小眼睛，毛髮稀疏、乾耳垢、較大的腦容量和較高而壯的身型。
這些特徵也是為適應寒冷氣候進化出來的，小眼睛可防止眼睛凍傷，乾耳垢防止耳朵凍傷，毛髮稀疏可防止霜雪在臉上凝絡。高而壯的身型可減少和冷空氣接觸的比例。